# 伊号第百五十四潜水艦
| 画像をアップロード | |
| 艦歴               | |
| 計画               | 大正12年度艦艇補充計画                                                                                              |
| 起工               | 1924年11月15日 |
| 進水               | 1926年3月15日 |
| 就役               | 1927年12月15日 |
| 除籍               | 1945年11月20日 |
| その後             | 1946年5月 伊予灘で海没処分                                                                                          |
| 性能諸元           | |
| 排水量             | 基準：1,635トン 常備：1,800トン 水中：2,300トン                                                                     |
| 全長               | 100.58m |
| 全幅               | 7.98m |
| 吃水               | 4.83m |
| 機関               | ズルツァー式3号ディーゼル2基2軸 水上：6,800馬力 水中：1,800馬力                                                     |
| 速力               | 水上：20.0kt 水中：8.0kt                                                                                            |
| 航続距離           | 水上：10ktで10,000海里 水中：3ktで90海里                                                                            |
| 燃料               | 重油：241.8t |
| 乗員               | 63名 |
| 兵装               | 40口径十一年式12cm単装砲1門 留式7.7mm機銃1挺 53cm魚雷発射管 艦首6門、艦尾2門 六年式魚雷16本 Kチューブ（水中聴音機） |
| 備考               | 安全潜航深度：60m                                                                                                   |

伊号第百五十四潜水艦（いごうだいひゃくごじゅうよんせんすいかん）は、日本海軍の潜水艦。伊百五十三型潜水艦（海大III型a）の2番艦。竣工時の艦名は伊号第五十四潜水艦（初代）。

## 艦歴
- 1924年（大正13年）11月1日 - 当初の艦名第七十七潜水艦を伊号第五十四潜水艦に改名。
  - 11月15日 - 佐世保海軍工廠で起工。
- 1926年（大正15年）3月15日 - 進水
- 1927年（昭和2年）12月15日 - 竣工。第18潜水隊に編入[2]。
- 1932年（昭和7年）2月10日 - 五島灘大立島南方で演習中に舵が故障し、伊55の艦尾と接触して損傷。佐世保に帰投し修理を実施し、その間、1934年11月まで予備艦となる[2]。
- 1937年（昭和12年）11月1日 - 1938年3月まで予備艦となる[2]。
- 1938年（昭和13年）6月1日 - 艦型名を伊五十三型に改正[3]。
- 1941年（昭和16年）6月19日 - 同年8月まで予備艦となる[2]。
  - 12月1日 - 第4潜水戦隊第18潜水隊に属し、三亜を出航。マレー作戦に参戦[4]。
  - 12月20日 - カムラン湾に到着[4]。
- 1942年（昭和17年）1月12日 - カムラン湾を出航し、シンガポール方面で活動[4]。
  - 2月24日 - スンダ海峡南口でタンカーを攻撃するが、命中せず[5]。
  - 3月1日 - チラチャップ近海で商船を攻撃するが、命中せず。
  - 3月2日 - チラチャップ近海で蘭船マジョカート（Modjokerto、8,806トン）を撃沈[5]。
  - 3月9日 - セレベス島スターリング湾に到着。16日に出航[4]。
  - 3月10日 - 呉鎮守府部隊に編入[4]。
  - 3月25日 - 呉入港。以後、潜水学校の訓練に従事[2]。
  - 5月20日 - 伊号第百五十四潜水艦に改名。
- 1944年（昭和19年）1月31日 - 予備艦となり潜水学校に繋留されて終戦を迎える[4]。
- 1946年（昭和21年）5月 - 伊予灘で米軍により海没処分。

撃沈総数1隻、撃沈トン数8,806トン。

## 歴代艦長
※『艦長たちの軍艦史』422-423頁による。

### 艤装員長
- 高塚省吾 少佐：1927年4月20日 - 1927年8月10日

### 艦長
- 高塚省吾 少佐：1927年8月10日 - 1929年5月15日
- 大和田昇 少佐：1929年5月15日 - 1930年11月1日
- 大倉留三郎 少佐：1930年11月1日 - 1932年3月3日
- 竹崎馨 少佐：1932年3月3日[6] - 1934年11月15日[7]
- 荒木伝 少佐：1934年11月15日 -
- 藤本伝 少佐：不詳 - 1937年4月20日[8]
- 楢原省吾 少佐：1937年4月20日 - 1938年3月19日
- 田中万喜夫 少佐：1938年3月19日 - 1938年7月30日[9]
- 横田稔 少佐：1938年7月30日 - 1939年10月20日[10]
- 柴田源一 少佐：1939年10月20日 - 1941年3月4日[11]
- 田岡清 少佐：1941年3月4日[11] - 1941年6月19日[12]
- （兼）中島栄 少佐：1941年6月19日[12] - 1941年8月15日[13]
- 田岡清 少佐：1941年8月15日[13] - 1941年10月31日[14]
- 小林茂男 少佐：1941年10月31日 -
- 坂本栄一 少佐：1942年6月5日 -
- 湯浅弘 大尉：1942年10月15日 -
- 山口幸三郎 少佐：1943年3月16日 -
- 山口一生 少佐：1943年5月20日 -